# Chiesa della Beata Vergine Assunta (Campo)
La chiesa parrocchiale della Beata Vergine Assunta a Cimalmotto, frazione comunale di Campo, è documentata a partire dal 1597.

## Storia
In passato Cimalmotto faceva parte della parrocchia di Campo. L'edificio di culto era dedicato alla Madonna delle Grazie. La chiesa è stata soggetta ad un rifacimento nel 1749.

## Descrizione

### Esterno
Sul campanile è presente una decorazione pittorica, opera di Giacomo Antonio Pedrazzi. Giuseppe Mattia Borgnis è invece l'autore delle pitture protette dal porticato esterno.

### Interno
La chiesa conserva stucchi e affreschi realizzati tra il Seicento e il secolo successivo.